# Дункан, Росс
Джон Росс Фредерик Дункан (англ. John Ross Frederick Duncan; род. 25 марта 1944, Брисбен, Квинсленд) — австралийский крикетист.

## Биография

### Ранние годы
Родился 25 марта 1944 года в Брисбене, штат Квинсленд, Австралия.

### Игровая карьера
На профессиональном уровне дебютировал в крикете в 1964 году, присоединившись к команде «Квинсленд», за которую выступал на протяжении следующих семи лет на позиции подающего. В 1971 году он перешёл в команду «Виктория», вместе с которой выступал до своего ухода из профессионального спорта в 1973 году.
Свой единственный тестовый матч в составе национальной сборной Австралии Дункан провёл 21 января 1971 года против команды Англии.